# إدغار سميث (لاعب كرة قاعدة أمريكي)
إدغار سميث (بالإنجليزية: Edgar Smith)‏ هو لاعب كرة قاعدة أمريكي، ولد في 12 يونيو 1862 في بروفيدنس في الولايات المتحدة، وتوفي بنفس المكان في 3 نوفمبر 1892.

## وصلات خارجية
- إدغار سميث على موقعبيزبول رفرنس.كوم (الدوري الرئيسي) (الإنجليزية)
- إدغار سميث على موقعبيزبول رفرنس.كوم (الدوري الثانوي) (الإنجليزية)